# Castilleja rhexifolia
Castilleja rhexifolia är en snyltrotsväxtart som beskrevs av Per Axel Rydberg. Castilleja rhexifolia ingår i släktet målarborstar, och familjen snyltrotsväxter. Inga underarter finns listade i Catalogue of Life.